# The Gaslight Anthem
A The Gaslight Anthem amerikai punk/rock együttes. 2006-ban alakult a New Jersey állambeli New Brunswick-ben. Tagjai: Brian Fallon, Alex Rosamilia, Alex Levine és Benny Horowitz.
Első albumuk 2007 májusában jelent meg Sink or Swim címmel, ezt követte a The '59 Sound 2008 augusztusában. Harmadik stúdióalbumuk, az American Slang 2010 júniusában került piacra. Ezt követte a Handwritten, amely 2012 júliusában jelent meg. Az erről a lemezről kimásolt "45" számít a legismertebb daluknak. Az együttes ötödik nagylemeze 2014. augusztus 12-én jelent meg Get Hurt címmel. 2015. július 29-én bejelentették, hogy szünetet tartanak. 2018-ban újból összeálltak pár koncert erejéig, hogy megünnepeljék a The '59 Sound tizedik évfordulóját. 
Brian Fallon több együttesben is játszott a Gaslight Anthem előtt. Több tagcserén is átesett a zenekar.
Első koncertjüket 2006-ban tartották a New Jersey állambeli Somerville-ben.

## Tagok
- Brian Fallon – ének, ritmusgitár (2006–2015, 2018)
- Alex Rosamilia – gitár, vokál (2006–2015, 2018)
- Alex Levine – basszusgitár, vokál (2006–2015, 2018)
- Benny Horowitz – dob, ütős hangszerek (2006–2015, 2018)

Koncerteken fellépő tagok
- Ian Perkins – billentyűk, gitár, vokál (2010–2015, 2018)

Korábbi tagok
- Mike Volpe – gitár (2006)

## Diszkográfia
- Sink or Swim (2007)
- The '59 Sound (2008)
- American Slang (2010)
- Handwritten (2012)
- Get Hurt (2014)